# Rodez Aveyron Football 2018-2019 (femminile)
Questa voce raccoglie le informazioni riguardanti la squadra femminile del Rodez Aveyron Football nelle competizioni ufficiali della stagione 2018-2019.

## Divise e sponsor
La grafica delle divise casalinghe ripropone i colori sociali del club, il rosso e il giallo. Il main sponsor era Maxoutil.com, azienda specializzata nel e-commerce di utensili, lo sponsor tecnico, fornitore delle tenute da gioco, Adidas.
| Casa | Trasferta |

## Organigramma societario
Area tecnica
- Allenatore: Sabrina Viguier
- Vice allenatore:
- Preparatore dei portieri:
- Preparatore atletico:
- Medico sociale:
- Fisioterapista:

## Rosa
Rosa, ruoli e numeri di maglia come da sito ufficiale e footofeminin.fr aggiornata al 5 ottobre 2018.
| N. |                    | Ruolo | Calciatrice                     |
| -- | ------------------ | ----- | ------------------------------- |
| 1  | Francia (bandiera) | P     | Julie Nippon                    |
| 2  | Francia (bandiera) | D     | Manon Guitard                   |
| 5  | Francia (bandiera) | D     | Anne-Sophie Ginestet (capitano) |
| 6  | Francia (bandiera) | C     | Elise Bonet                     |
| 7  | Francia (bandiera) | C     | Marine De Sousa                 |
| 8  | Francia (bandiera) | A     | Coralie Austry                  |
| 9  | Francia (bandiera) | A     | Flavie Lemaître                 |
| 10 | Francia (bandiera) | C     | Laurie Cance                    |
| 11 | Francia (bandiera) | D     | Anne-Marie Banuta               |
| 13 | Francia (bandiera) | C     | Charlène Farrugia               |
| 15 | Francia (bandiera) | A     | Océane Saunier                  |

| N. |                    | Ruolo | Calciatrice        |
| -- | ------------------ | ----- | ------------------ |
| 16 | Francia (bandiera) | P     | Déborah Garcia     |
| 18 | Francia (bandiera) | C     | Sarah Chalabi      |
| 19 | Francia (bandiera) | C     | Morgane Cauderlier |
| 20 | Francia (bandiera) | A     | Clara Noiran       |
| 22 | Francia (bandiera) | D     | Sofia Guellati     |
| 24 | Francia (bandiera) | C     | Cloé Bodain        |
| 26 | Francia (bandiera) | D     | Anaïs Chareyron    |
| 27 | Francia (bandiera) | D     | Pauline Garcia     |
| 28 | Francia (bandiera) | A     | Kimberley Cazeau   |
| 30 | Francia (bandiera) | P     | Laëtitia Philippe  |

## Calciomercato

### Sessione estiva
| Acquisti | Acquisti          | Acquisti    | Acquisti    |
| R.       | Nome              | da          | Modalità    |
| -------- | ----------------- | ----------- | ----------- |
| P        | Laëtitia Philippe | Montpellier | definitivo  |
| A        | Kim Cazeau        | ASPTT Albi  | definitivo  |
| A        | Léonie Fleury     | Soyaux      | in prestito |

| Cessioni | Cessioni            | Cessioni | Cessioni   |
| R.       | Nome                | a        | Modalità   |
| -------- | ------------------- | -------- | ---------- |
| D        | Fanny Hoarau        | Guingamp | definitivo |
| D        | Raquel Infante      | Benfica  | definitivo |
| C        | Ekaterina Tyryškina | Guingamp | definitivo |

## Risultati

### Division 1

#### Girone di andata
| Arbitro: | Soriano |

|                                    |           |           |
| Clerac 7’ Tandia 72’ Bourgouin 88’ | Marcatori | 20’ Cance |

| Arbitro: | Vanderstichel |

|                          |           |                    |
| Lemaître 63’ Saunier 81’ | Marcatori | 31’, 45’, 59’ Sarr |

| Arbitro: | Elodie Coppola |

|                       |           |  |
| Gilles 19’ Asseyi 32’ | Marcatori |  |

| Arbitro: | Taleb |

|  |           |           |
|  | Marcatori | 22’ Palis |

| Arbitro: | Burban |

|  |           |                              |
|  | Marcatori | 39’ Kumagai 51’ D. Cascarino |

| Arbitro: | Guillemin |

|                                        |           |  |
| Thiney 4’, 6’ Sällström 26’ Abam 90+2’ | Marcatori |  |

| Rodez 20 ottobre 2018, ore 14:30 CEST 7ª giornata | Rodez   | 0 – 0 referto | Fleury | Stadio Paul Lignon (333 spett.)\| Arbitro: \| Soriano \| |
| Arbitro:                                          | Soriano |               |        |                                                          |

| Arbitro: | Beyer |

|                    |           |            |
| Solanet 24’ (rig.) | Marcatori | 17’ Noiran |

| Arbitro: | Collin |

|                      |           |                                   |
| Cazeau 3’ Fleury 82’ | Marcatori | 28’ Bigot 34’ Delabre 66’ Khelifi |

| Arbitro: | Maubacq |

|                                                  |           |  |
| Le Bihan 39’, 57’, 67’ Cayman 54’ Champagnac 84’ | Marcatori |  |

| Arbitro: | Aurélie Efe |

|                     |           |                               |
| Lemaître 44’ (rig.) | Marcatori | 77’ (rig.), 88’ (rig.) Katoto |

#### Girone di ritorno
| Arbitro: | Stéphanie Di Benedetto |

|            |           |                                    |
| Austry 80’ | Marcatori | 36’ Rodrigues 59’, 61’, 73’ Asseyi |

| Arbitro: | Guillemin |

|  |           |            |
|  | Marcatori | 70’ Cazeau |

| Arbitro: | Coppola |

|            |           |  |
| Cazeau 19’ | Marcatori |  |

| Arbitro: | Vanderstichel |

|                                            |           |  |
| Le Sommer 16’, 32’ Renard 22’ Marozsán 33’ | Marcatori |  |

| Arbitro: | Di Benedetto |

|                            |           |            |
| Robert 5’, 69’ Laurent 80’ | Marcatori | 65’ Thiney |

| Rodez 10 marzo 2019, ore 14:30 CET 17ª giornata | Rodez         | 0 – 0 referto | Soyaux | Stadio Paul Lignon (240 spett.)\| Arbitro: \| Vanderstichel \| |
| Arbitro:                                        | Vanderstichel |               |        |                                                                |

| Fleury-Mérogis 16 marzo 2019, ore 14:30 CET 18ª giornata | Fleury    | 0 – 0 referto | Rodez | Stadio Auguste Gentelet (144 spett.)\| Arbitro: \| Goncalves \| |
| Arbitro:                                                 | Goncalves |               |       |                                                                 |

| Arbitro: | Hélène Burban |

|                                 |           |  |
| Geyoro 4’ Paredes 45’ Nadim 55’ | Marcatori |  |

| Arbitro: | Soriano |

|                         |           |            |
| Lemaître 38’ Cazeau 80’ | Marcatori | 51’ Gauvin |

| Arbitro: | Burban |

|                                      |           |            |
| Wenger 37’ Khelifi 54’ Delabre 90+4’ | Marcatori | 25’ Cazeau |

| Arbitro: | Vanderstichel |

|            |           |                                                   |
| Cazeau 46’ | Marcatori | 44’ Bussaglia 80’ Thomas 85’ Blais 90+1’ Bouillot |

### Coppa di Francia
| Arbitro: | Soriano |

|  |           |                                                                           |
|  | Marcatori | 35’ Christiansen 56’, 83’ Le Sommer 67’ Renard 75’ Henry 89’ (rig.) Majri |

## Statistiche

### Statistiche di squadra
| Competizione     | Punti | In casa | In casa | In casa | In casa | In casa | In casa | In trasferta | In trasferta | In trasferta | In trasferta | In trasferta | In trasferta | Totale | Totale | Totale | Totale | Totale | Totale | DR  |
| Competizione     | Punti | G       | V       | N       | P       | Gf      | Gs      | G            | V            | N            | P            | Gf           | Gs           | G      | V      | N      | P      | Gf     | Gs     | DR  |
| ---------------- | ----- | ------- | ------- | ------- | ------- | ------- | ------- | ------------ | ------------ | ------------ | ------------ | ------------ | ------------ | ------ | ------ | ------ | ------ | ------ | ------ | --- |
| Division 1       | 13    | 11      | 2       | 2       | 7       | 10      | 20      | 11           | 1            | 2            | 8            | 4            | 28           | 22     | 3      | 4      | 15     | 14     | 48     | -34 |
| Coppa di Francia | -     | 1       | 0       | 0       | 1       | 0       | 6       | -            | -            | -            | -            | -            | -            | 1      | 0      | 0      | 1      | 0      | 6      | -6  |
| Totale           | -     | 12      | 2       | 2       | 8       | 10      | 26      | 11           | 1            | 2            | 8            | 4            | 28           | 23     | 3      | 4      | 16     | 14     | 54     | -40 |

### Andamento in campionato
| Giornata  | 1  | 2  | 3  | 4  | 5  | 6  | 7  | 8  | 9  | 10 | 11 | 12 | 13 | 14 | 15 | 16 | 17 | 18 | 19 | 20 | 21 | 22 |
| --------- | -- | -- | -- | -- | -- | -- | -- | -- | -- | -- | -- | -- | -- | -- | -- | -- | -- | -- | -- | -- | -- | -- |
| Luogo     | T  | C  | T  | C  | C  | T  | C  | T  | C  | T  | C  | C  | T  | C  | T  | T  | C  | T  | T  | C  | T  | C  |
| Risultato | P  | P  | P  | P  | P  | P  | N  | N  | P  | P  | P  | P  | V  | V  | P  | P  | N  | N  | P  | V  | P  | P  |
| Posizione | 10 | 12 | 12 | 12 | 12 | 12 | 12 | 12 | 12 | 12 | 12 | 12 | 12 | 12 | 12 | 12 | 12 | 12 | 12 | 12 | 12 | 12 |

Legenda:

Luogo: C = Casa; T = Trasferta. Risultato: V = Vittoria; N = Pareggio; P = Sconfitta.

### Statistiche delle giocatrici
| Giocatore     | Division 1 | Division 1 | Division 1  | Division 1 | Coppa di Francia | Coppa di Francia | Coppa di Francia | Coppa di Francia | Totale   | Totale | Totale      | Totale     |
| Giocatore     | Presenze   | Reti       | Ammonizioni | Espulsioni | Presenze         | Reti             | Ammonizioni      | Espulsioni       | Presenze | Reti   | Ammonizioni | Espulsioni |
| ------------- | ---------- | ---------- | ----------- | ---------- | ---------------- | ---------------- | ---------------- | ---------------- | -------- | ------ | ----------- | ---------- |
| S. Alberbide  | -          | -          | -           | -          | -                | -                | -                | -                | -        | -      | -           | -          |
| C. Austry     | 19         | 1          | 2           | 0          | -                | -                | -                | -                | 19       | 1      | 2           | 0          |
| A. Bichon     | -          | -          | -           | -          | -                | -                | -                | -                | -        | -      | -           | -          |
| C. Bodain     | 8          | 0          | 0           | 0          | 0                | 0                | 0                | 0                | 8        | 0      | 0           | 0          |
| É. Bonet      | 18         | 0          | 3           | 0          | 1                | 0                | 0                | 0                | 19       | 0      | 3           | 0          |
| L. Cance      | 15         | 1          | 3           | 0          | 1                | 0                | 0                | 0                | 16       | 1      | 3           | 0          |
| M. Cauderlier | 12         | 0          | 1           | 0          | -                | -                | -                | -                | 12       | 0      | 1           | 0          |
| K. Cazeau     | 22         | 6          | 0           | 0          | 1                | 0                | 1                | 0                | 23       | 6      | 1           | 0          |
| S. Chalabi    | 20         | 0          | 4           | 0          | 1                | 0                | 0                | 0                | 21       | 0      | 4           | 0          |
| A. Chareyron  | 10         | 0          | 0           | 0          | 1                | 0                | 0                | 0                | 11       | 0      | 0           | 0          |
| M. De Sousa   | 5          | 0          | 0           | 0          | -                | -                | -                | -                | 5        | 0      | 0           | 0          |
| C. Farrugia   | 1          | 0          | 0           | 0          | -                | -                | -                | -                | 1        | 0      | 0           | 0          |
| D. Garcia     | 10         | -16        | 2           | 0          | 0                | 0                | 0                | 0                | 10       | -16    | 2           | 0          |
| P. Garcia     | -          | -          | -           | -          | -                | -                | -                | -                | -        | -      | -           | -          |
| A-S. Ginestet | 11         | 0          | 0           | 0          | 1                | 0                | 0                | 0                | 12       | 0      | 0           | 0          |
| F. Grocq      | 3          | 0          | 0           | 0          | -                | -                | -                | -                | 3        | 0      | 0           | 0          |
| S. Guellati   | 20         | 0          | 1           | 0          | 1                | 0                | 0                | 0                | 21       | 0      | 1           | 0          |
| M. Guitard    | 17         | 0          | 2           | 0          | 1                | 0                | 1                | 0                | 18       | 0      | 3           | 0          |
| F. Lemaître   | 21         | 3          | 1           | 0          | 1                | 0                | 0                | 0                | 22       | 3      | 1           | 0          |
| S. Morin      | -          | -          | -           | -          | -                | -                | -                | -                | -        | -      | -           | -          |
| C. Noiran     | 20         | 1          | 1           | 0          | 1                | 0                | 0                | 0                | 21       | 1      | 1           | 0          |
| L. Philippe   | 12         | -32        | 2           | 0          | 1                | -6               | 0                | 0                | 13       | -38    | 2           | 0          |
| M. Saltel     | 5          | 0          | 0           | 0          | 1                | 0                | 0                | 0                | 6        | 0      | 0           | 0          |
| O. Saunier    | 20         | 1          | 2           | 0          | -                | -                | -                | -                | 20       | 1      | 2           | 0          |
| L. Talou      | -          | -          | -           | -          | -                | -                | -                | -                | -        | -      | -           | -          |